# Table des caractères Unicode/U11740
Cette page contient des caractères spéciaux ou non latins. S’ils s’affichent mal (▯, ?, etc.), consultez la page d’aide Unicode.
Table des caractères Unicode U+11740 à U+117FF.

## Caractères réservés
La portion de 11740 à 1174F est attribuée au ahom, mais tout le reste n’est pas encore affecté.

### Table des caractères
|               | 0 | 1 | 2 | 3 | 4 | 5 | 6 | 7 | 8 | 9 | A | B | C | D | E | F |
| ------------- | - | - | - | - | - | - | - | - | - | - | - | - | - | - | - | - |
| 1174 ... 117F |   |   |   |   |   |   |   |   |   |   |   |   |   |   |   |   |